# Пунта Крижа
Пунта Крижа је насељено место у саставу града Малог Лошиња у Приморско-горанској жупанији, Република Хрватска.

## Географија
Пунта Крижа се налази на острву Цресу.

## Историја
До територијалне реорганизације у Хрватској насеље се налазило у саставу старе општине Црес-Лошињ.

## Становништво
На попису становништва 2011. године, Пунта Крижа је имала 63 становника.